# 彭澄
彭澄，號龍溪，江西万载人，是一名明朝政治人物。举人出身。

## 生平
嘉靖元年（1522年）壬午科江西乡试举人。历任永州府推官、太仆寺丞、工部营缮司员外郎，三十一年晋都水司署郎中。
彭澄曾于嘉靖三十四年(1555年)接替沈鎜任延平府知府一职，嘉靖年间由姜南接任。

## 家族
妻常氏（1504年-1554年），封宜人，有子彭天禄、彭天祐、彭天视、彭天補。